# Safiye Sultan
Safiye Sultan (Dukagjin, Albanië, 1550 - Constantinopel, 1618?) was van 1595 tot 1603 als echtgenote van Murat III de Valide sultan van het Ottomaanse Rijk. Ze was de moeder van sultan Mehmet III.

## Biografie
De identiteit van Safiye is vaak verward met die van haar Venetiaanse schoonmoeder, Nurbanu, waardoor sommigen dachten dat Safiye ook van Venetiaanse afkomst was, of zelfs een familielid van Nurbanu Sultan.[2] Volgens Venetiaanse bronnen was Safiye echter van Albanese afkomst, geboren in de Dukagjin-hooglanden.[3] Na haar gevangenneming werd ze aangeboden aan de harem van de sultan. In 1574 werd ze de eerste vrouw van sultan Murat III. Onder de Osmaanse sultans hadden de lievelingsvrouw en de moeder (valide sultan) van de sultan grote politieke invloed.
Na diens dood in 1595 regeerde ze verder voor haar zoon Mehmet III, tot haar kleinzoon Ahmed I haar na zijn troonsbestijging in 1603 gevangen zette. Haar levensgezellin Esperanza Malchi, die met haar samenwerkte in regeringszaken, werd in 1600 bij een muiterij van de paleiswacht vermoord.
Safiye voerde, net als haar voorgangster, een pro-Venetiaanse politiek. Ook was ze een drijvende kracht achter de diplomatieke betrekkingen met Engeland: ze correspondeerde zelf met koningin Elizabeth I, die haar in 1599 een koets schonk. Safiye liet die blinderen en maakte er rijtoertjes mee door Constantinopel - waarvan schande werd gesproken.
Safiye was ook degene die opdracht gaf voor de bouw van de moskee Yeni Cami ('Nieuwe moskee') in Constantinopel in 1598, die ruim een halve eeuw later voltooid werd door een andere valide sultan, Turhan Hatice. De Al-Malika Safiyya-moskee ('Koningin Safiya') in Caïro werd naar haar genoemd. Alle latere sultans stammen af van Safiye Sultan.